# جاك ماكلوغلين
جاك ماكلوغلين (بالإنجليزية: Jack McLoughlin) (مواليد 1 فبراير 1995) هو سبّاح أسترالي، مثّل بلاده في الألعاب الأولمبية الصيفية 2016.

## روابط خارجية
جاك ماكلوغلين على موقع الاتحاد الدولي للسباحة (الإنجليزية)
- جاك ماكلوغلين على موقع SwimRankings.net (الإنجليزية)
- جاك ماكلوغلين على موقع اللجنة الأولمبية الدولية (الإنجليزية)
- جاك ماكلوغلين على موقع أوليمبيديا (الإنجليزية)
- جاك ماكلوغلين على موقع اللجنة الأولمبية الأسترالية (الإنجليزية)